# Samuel Freeman Miller
Samuel Freeman Miller (Richmond, 5 aprile 1816 – 13 ottobre 1890) è stato un giudice, avvocato e medico statunitense, ha ricoperto la carica di giudice associato presso la Corte suprema degli Stati Uniti d'America tra il 1862 ed il 1890, su nomina del Presidente degli Stati Uniti d'America Abraham Lincoln.

## Biografia
Nato a Richmond (Kentucky), era figlio di un fattore di origini tedesche emigrato dalla Pennsylvania nel 1812, Frederick Miller e di sua moglie Patsy, proveniente da una famiglia emigrata dal Carolina del Nord. Fino all'età di dodici anni rimase presso la fattoria di famiglia, successivamente iniziò il suo percorso scolastico a Richmond, ma ben presto abbandonò gli studi per lavorare come commesso in una drogheria. Dopo aver avuto la possibilità di leggere alcuni volumi di medicina nel 1836 si iscrisse al Medical Department della Transylvania University dove si diplomò nel 1838 con una tesi sul colera. Terminati gli studi fece un breve ritorno a Richmond, per trasferirsi nuovamente nella piccola cittadina di Barbourville, nella Contea di Knox, per esercitare la professione di medico di campagna.

Probabilmente il suo lavoro lo mise a stretto contatto con i problemi dei più umili e degli emarginati, spingendolo ad applicarsi in aiuto della parte della comunità più indifesa. Ben presto divenne una figura di riferimento per la popolazione e iniziò a condividere lo studio di un avvocato locale e a studiare legge per proprio conto e nel 1847 fu ammesso al foro. Nel 1842 sposò Lucy Ballinger, appartenente ad una famiglia di eminenti avvocati locali e di latifondisti che possedeva un gran numero di schiavi. 

Divenne ben presto un fervente sostenitore ed ammiratore del politico e latifondista Cassius Marcellus Clay, promotore in Kentucky dell'abolizionismo noto con il soprannome di Leone di White Hall, del quale abbracciò la posizione politica. Entrato egli stesso in politica appoggiò alle Elezioni presidenziali del 1848 il generale Zachary Taylor candidato per il Partito Whig. Dopo la vittoria e la sua elezione, Taylor cercò di introdurre l'abolizione della schiavitù nello stato del Kentucky che tuttavia fallì, deluso da questo fallimento per il quale si era fortemente esposto, Miller abbandonò il partito e lo stesso stato di nascita dichiarando di non voler più vivere in uno "Stato schiavista".

Nel 1850 si trasferì a Keokuk, Iowa dove portò con sé tutti i suoi schiavi dando loro la libertà e aprì uno studio legale. Molto rapidamente divenne un avvocato di spicco nei tribunali dello stato e decise di entrare nelle file del Partito Repubblicano dove ben presto si fece apprezzare per le sue capacità.